# Книга Плач Иеремиев
Плач Иеремиев е книга от Стария завет на Библията, включваща поетични оплаквания на унищението на Йерусалим през 586 г. пр.н.е. В Танаха се повява в Кетувим редом до Песен на песните, Книга Рут, Еклисиаст и Книга Естир, но няма строга подреденост. В християнската Библия е след Книгата на пророк Йеремия, тъй като пророк Йеремия се приема за автор и на двете книги.
Книгата е отчасти традиционен „градски плач“, оплакващ изоставянето на града от Бог, неговото унищожаване и окончателното завръщане на Божествеността, и отчасти погребална церемония, в която опечалените оплакват и се обръщат към мъртвите. Тонът е мрачен: Бог не говори, степента на страдание е представена като поразителна и очакванията за бъдещо изкупление са минимални. Независимо от това, авторът многократно изяснява, че градът (и дори самият той) е съгрешил силно срещу Бог, на което Бог е реагирал гневно. По този начин авторът не обвинява Бог, а по-скоро го представя като праведен, справедлив и понякога дори като милостив.

## Авторство
Авторството на Йеремия все още е общоприето, въпреки че авторът никъде не е специално отбелязан в текста. Освен това, когато раннохристиянският църковен отец Йероним превежда Библията на латински, той добавя бележка, в която се твърди, че Йеремия е автор на Плачът. Общоприето е, че в стиховете се разказва за разрушаването на Йерусалим от Вавилон през 586 г. пр.н.е.
Мненията за това се различават в научната литература. В днешния богословски свят Йеремия рядко е представян като автор. Има обаче прилики в стила и езика между Книга на пророк Иеремияпророческата книга на Йеремия и Плачът. Може да се предположи, че авторът е бил очевидец на разрушаването на Йерусалим през 586 г.пр.н.е. и е бил е съвременник на Йеремия. Някои автори предполагат, че след изгнанието Йеремия е останал в Юдея, за да се грижи за останалите. Плачът е написан през това време.

## Структура
Книгата се състои от пет отделни глави. В първата (глава 1) градът е представен като пуста плачеща вдовица, покусена от нещастия. В глава 2 тези нещастия са описани във връзка с греховете на народа и делата на Бог. Глава 3 говори за надежда за Божия народ: наказанието ще бъде само за тяхно добро, за тях щеше да изгрее по-добър ден. Глава 4 оплаква разрухата и запустението на града и храма, но в резултат от греховете на хората. Глава 5 е молитва укорът на Сион да бъде отнет при покаянието и възстановяването на хората.